# Range Rover p38

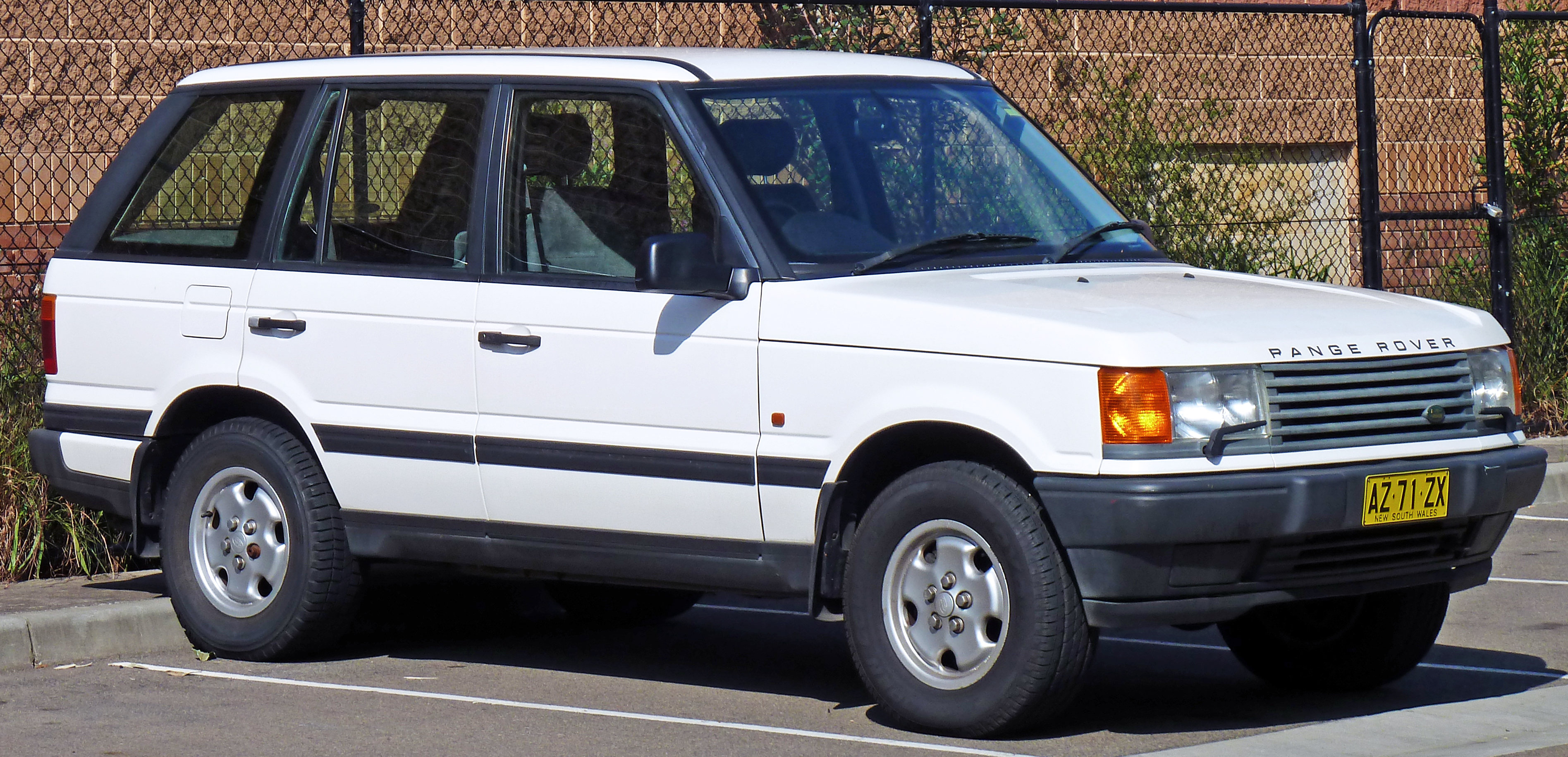

Range Rover P38A — это рамный полноприводный внедорожник класса люкс, выпускавшийся с 1994 по 2001 год Британской компанией Land Rover, и являлся лучшим люксовым внедорожником 90-х годов во всем мире. Разработчики сделали комфортный, роскошный и очень надёжный автомобиль, в нем есть кожаный салон, двух-зонный климат контроль, электропривод и подогрев сидений, а так же большой панорамный люк.
Модель оснащалась тремя двигателями (в сочетании с 4-ступенчатой АКПП и 5-ступенчатой МКПП)
- Бензиновые:
  - 4.0L V8 190 л.с.
  - 4.6L V8 225 л.с. (только с АКПП)

- Дизельный:
  - 2.5L рядный 6-цилиндровый 136 л.с.

Автомобиль оснащался пневматической подвеской, с четырьмя режимами регулировки:
- Бездорожье
- Стандартный
- Трасса
- Низкая (для удобной посадки и высадки пассажиров)

До 1999 года на все автомобили устанавливалась электронная анти-пробуксовочная система Traction Control только на задние колеса, а с 1999 года система устанавливалась на все 4 колеса.
Всего было выпущено 167,259 таких автомобилей.